# 실바나 갈라도
실바나 갈라도(Silvana Gallardo, 1953년 1월 13일 ~ 2012년 1월 2일)는 미국의 텔레비전 배우, 영화배우이다.
뉴욕에서 태어났으며 루이빌에서 사망하였다. 사인은 암이다.

## 영화
- 감옥 속의 여인들 (1991년)
- LA 대지진 특급 (1990년)
- 스타 파이어 (1990년) - T.C. 역
- 악마의 후예들 (1988년)
- 코파카바나 (1985년)
- 원초적 살인 (1984년)
- 영혼의 소리 (1984년)
- 데스 위시 2 (1981년)
- 불타는 서부 - 78년 시리즈 (1978년)
- 우리 생애 나날들 (1965년)